# Technische hogeschool
Een technische hogeschool (TH) was in Nederland een instelling die de wetenschappelijke opleiding tot ingenieur verzorgde. De vier technische hogescholen in Nederland hebben in 1986 de benaming technische universiteit gekregen. De technische hogescholen in Nederland waren gevestigd in Delft, Eindhoven, Enschede en Rijswijk. Tot 1949 bestond in Nederlands-Indië de Technische Hoogeschool Bandoeng, daarna overgegaan in Institut Teknologi Bandung (ITB).
Een vergelijkbare instelling in Vlaanderen is de industriële hogeschool.